# Old Bolingbroke
Old Bolingbroke är en ort i Storbritannien.   Den ligger i grevskapet Lincolnshire och riksdelen England, i den sydöstra delen av landet, 180 km norr om huvudstaden London. Old Bolingbroke ligger 39 meter över havet och antalet invånare är 325. Old Bolingbroke är det största samhället i civil parish Bolingbroke.
I byn finns ruiner av ett slott, Bolingbroke Castle.
Närmaste större samhälle är Spilsby, 5 km öster om Old Bolingbroke. 